# La langosta azul
La langosta azul es una película de ficción, surrealista publicado en 1954 dirigido por Álvaro Cepeda Samudio, Enrique Grau Araújo, Luis Vicens, y Gabriel García Márquez, quienes después se convertirían en los grandes artistas y personajes de la cultura colombiana. Este cortometraje es un hito del cine colombiano ya que fue la primera película en su género realizada en Colombia y uno de los films fundacionales del cine en América Latina

## Trama
Película experimental surrealista en la que un agente secreto (El gringo) llega a un pueblo del Caribe para investigar la aparición de unas langostas radioactivas, durante su estancia en el hotel un gato le roba esta singular langosta, el gringo sale a las calles del pueblo en busca de esta langosta, allí encuentra personajes como la hembra la cual lo lleva a donde un brujo el cual danza en medio de un ritual alrededor del dibujo de una langosta, el vivo quien lo intenta engañar dándole una langosta distinta, todo esto en el marco de la cotidianidad que se ven en un pueblo del Caribe colombiano, retratando a los pescadores y personas del común en su diario vivir.

## Producción
El cortometraje se rodó en 16mm, sobre película irreversible, sin negativo.  Este cortometraje nació como un experimento entre amigos liderado por Álvaro Cepeda Samudio quien le comentó un sueño que tenía a Gabriel García Márquez y como este lo quería volver una película, Gabriel García Márquez ayudó en su elaboración pero dicho por el mismo Gabriel García Márquez se alejó del proyecto por otros compromisos, siendo Cepeda Samudio el principal responsable de toda su realización, incluso Cepeda Samudio fue el único que estuvo todo el tiempo en el rodaje, en el cual también colaboró Grau y Vicens. Gabriel García Márquez no pudo estar presente, el cortometraje se rodó en el corregimiento de la playa al nacer como un experimento entre amigos y con un presupuesto casi inexistente todos los actores de la película son naturales, este tipo de elementos narrativos son tomados del movimiento que estaba en auge en toda Europa el neorrealismo italiano, aunque en definitiva la historia está inspirada en el cine de Luis Buñuel y como el surrealismo representaba lo Onírico en imagen. 
Durante muchos años la existencia de esta película prácticamente fue una leyenda ya que por su formato era muy difícil la reproducción además del deterioro que sufría la cinta cada vez que se reproducía, por esta razón la película paso al olvido durante muchos años, hasta que en los años 90 se logró su restauración para las nuevas generación y de esta forma poder apreciar esta obra realizada por algunos de los personajes más influyente del arte y la cultura colombiana.

## Reparto
- Nereo López  - el gringo
- Ramón Jessurum - el hotelero
- Cecilia Porras - la hembra
- Enrique Grau Araújo - el brujo
- Álvaro Cepeda Samudio - el vivo
- Niño - el pelao del barrilete

## Reconocimientos
El cortometraje tuvo varios estrenos en Barranquilla y participó en los festivales de cine de Biarritz, Huelva y Lyon, décadas después de su aparición. En 2013 fue presentada de nuevo en Barranquilla en el primer Festival Internacional de Cine de la ciudad "ficbaq", contando esta vez con musicalización.